# Roopkund
Roopkund (en hindi: रूपकुण्ड, localmente conocido como Lago del misterio o lago de los esqueletos)
es un lago glaciar del estado de Uttarakhand, en la India. Ubicado en la falda del macizo de Trisul. Es famoso por haberse encontrado en sus márgenes cientos de esqueletos humanos.
El lugar está deshabitado y se encuentra a una altitud de unos 5.029 metros (16.499 pies), en el Himalaya.
El lago está rodeado de glaciares y montañas cubiertas de nieve, por lo que es un buen destino para las caminatas.

## Esqueletos humanos

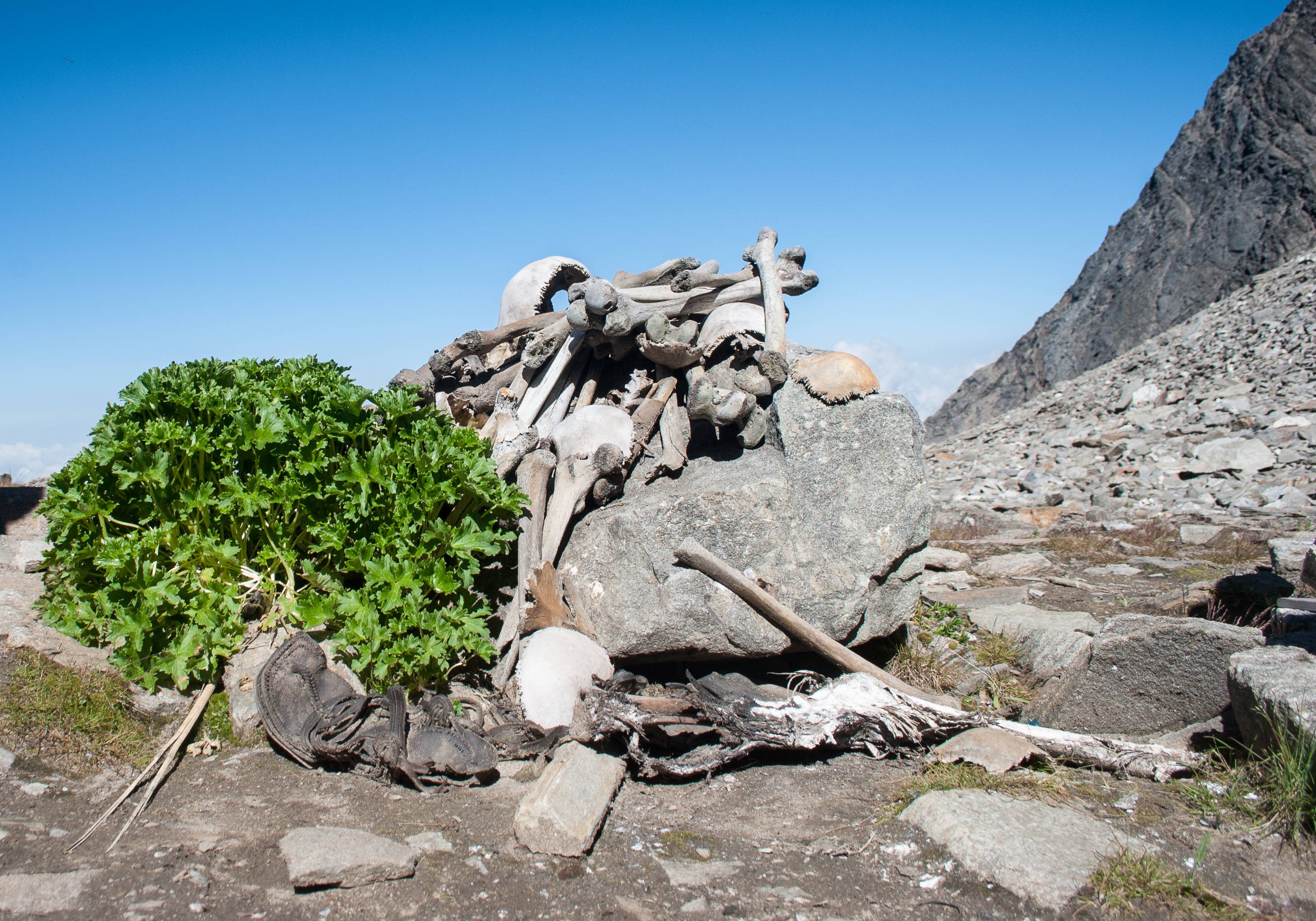
Esqueletos humanos en la orilla del lago Roopkund.

Los huesos humanos, aproximadamente 600 esqueletos, fueron encontrados en 1942 por un guardia de la zona. Las primeras investigaciones dedujeron que en el lugar un grupo de nómadas habría muerto a raíz de una epidemia u otro evento como un alud o una tormenta. La primera datación de los restos los situó entre el siglo XII y el XV. Investigaciones posteriores, más profundas, llegaron a resultados más confiables. Identificaron muchos cráneos con fracturas muy particulares, que más tarde se relacionaron como causadas por impactos de granizo de un tamaño considerable.

## Preservación
El intenso frío reinante durante todo el año en la zona ha ayudado a preservar muchos restos a los cuales se les ha podido efectuar análisis de ADN, detectándose así que los restos pertenecieron a dos tribus con diferentes características, pero emparentados entre ellos, que posiblemente murieron cuando quedaron a merced de una violenta tormenta de granizo de considerables proporciones en medio de un valle, sin lugar donde refugiarse.
Un estudio llevado a cabo en 2019 por investigadores de Estados Unidos y la India mostró que los huesos pertenecen a diversos grupos étnicos (algunos de la India, otros de regiones como Grecia o Creta) y que además murieron en diferentes épocas, ya que unos restos fueron datados (con técnica de carbono radioactivo) entre el año 600 y 1000 DC (los de origen indio), mientras que otros son más recientes, alrededor del año 1800 (de origen mediterráneo).